# Los Angeles Toros 1967
Questa pagina raccoglie i dati riguardanti i Los Angeles Toros nelle competizioni ufficiali della stagione 1967.

## Stagione
La rosa della squadra venne formata ingaggiando una nutrita colonia jugoslava a cui si aggiunsero elementi provenienti dagli ecuadoriani dell'Emelec e da uno dei più forti sodalizi calcistici amatoriali della California, i Los Angeles Kickers.
I Toros ottennero il quinto ed ultimo posto della Western Division della NPSL, non qualificandosi per la finale della competizione, vinta poi dagli Oakland Clippers. Miglior marcatore ed assist-man fu Eli Durante con 15 reti messe a segno e cinque passaggi decisivi.
L'anno dopo il club venne trasferito a San Diego ove divenne i San Diego Toros.

## Organigramma societario
Area direttiva
- Proprietario: Dan Reeves
- Vice-presidente: Jack Tobin

Area tecnica
- Allenatore: Max Wozniak

## Rosa
| N. |                        | Ruolo | Calciatore           |
| -- | ---------------------- | ----- | -------------------- |
| 1  | Jugoslavia (bandiera)  | P     | Blagoja Vidinić      |
| 2  | Inghilterra (bandiera) | D     | Ronald Crisp         |
| 3  | Jugoslavia (bandiera)  | D     | Novak Tomić          |
| 4  | Jugoslavia (bandiera)  | C     | Dragan Đukić         |
| 5  | Jugoslavia (bandiera)  | D     | Miroslav Milovanović |
| 6  | Paraguay (bandiera)    | D     | Lucio Calonga        |
| 7  | Jugoslavia (bandiera)  | A     | Mihalj Mesaroš       |
| 8  | Stati Uniti (bandiera) | A     | Manuel Abaunza       |
| 9  | Brasile (bandiera)     | A     | Eli Durante          |

| N. |                       | Ruolo | Calciatore        |
| -- | --------------------- | ----- | ----------------- |
| 10 | Messico (bandiera)    | A     | Salvador Reyes    |
| 11 | Uruguay (bandiera)    | A     | Cirilio Fernandez |
| 12 | Germania (bandiera)   | P     | Lothar Spranger   |
| 13 | Austria (bandiera)    | D     | Herbert Lenzinger |
| 14 | Costa Rica (bandiera) | C     | Ronald Mata       |
| 15 | Jugoslavia (bandiera) | D     | Helmut Weiss      |
| 16 | Turchia (bandiera)    | C     | Davit Çoşkun      |
| 17 | Israele (bandiera)    | C     | Ze'ev Zeltzer     |
|    | Polonia (bandiera)    | P     | Max Wozniak       |